# 東芝コンポーネンツ
東芝コンポーネンツ株式会社（とうしばこんぽーねんつかぶしきかいしゃ）は、かつて存在した東芝の関係会社である。本社を千葉県茂原市に置いていた、
旧社名は東京真空管株式会社、並びに東京真空管販売会社。

## 概要
真空管、気密端子（ハーメチックシール）の製造販売を経て、その後はトランジスタ、ダイオード等　ディスクリート半導体（個別半導体）の製造を行っていた。

## 沿革
- 1939年（昭和14年）10月7日 - 東京真空管販売会社として設立。
- 1941年（昭和16年）2月8日 - 東京真空管株式会社に社名変更。
- 1947年（昭和22年）2月11日 - 操業開始。
- 1949年（昭和29年）10月 - 自社ブランド「（TVC）トウキョウ真空管」で真空管の一般販売を開始。
- 1954年（昭和29年）- 気密端子開発。
- 1957年（昭和34年）- 真空管の販売を終了。
- 1966年（昭和41年）3月 - シリコン半導体製造開始。
- 1970年（昭和45年）12月 - 社名を東芝コンポーネンツ株式会社に変更。
- 2012年（平成24年）- 半導体事業不振のため解散。社員はグループ会社へ配置転換となった[1]。